# 2576 Yesenin
2576 Yesenin eller 1974 QL är en asteroid i huvudbältet som upptäcktes den 17 augusti 1974 av den sovjetisk-ryska astronomen Ljudmila Zjuravljova vid Krims astrofysiska observatorium på Krim. Den har fått sitt namn efter den ryska författaren Sergej Jesenin.
Asteroiden har en diameter på ungefär 27 kilometer.